# Biblioteca Pedagógica Central Mstro. Sebastián Morey Otero
La Biblioteca Pedagógica es una biblioteca perteneciente al Consejo de Educación Inicial y Primaria de Uruguay. La misma se encuentra ubicada en el edificio del Museo Pedagógico, en los alrededores de la Plaza Cagancha de Montevideo.
Es considerada la primera Biblioteca especializada en Ciencias de la Educación del país. 

## Historia
El 18 de septiembre de 1876 nace la entonces Biblioteca Magistral, creada por la Comisión de Instrucción Pública de Montevideo, presidida por el reformador José Pedro Varela. El objetivo de la misma fue el de poner al alcance de maestros, que son los encargados de difundir la instrucción pública, los medios para formarse y perfeccionarse.
Se consolidó como Biblioteca durante la presidencia de Máximo Tajes por decreto del 25/01/1889 emitido por el Ministerio de Justicia, Culto e Instrucción Pública. Entre los años 1884 y 1886 se construue un edificio de tres plantas, en el cual se instalaría la biblioteca Pedagógica. El mismo estaba organizado  d de la siguiente manera:
- Planta alta: se encontraba el Internato Normal para Señoritas.
- Planta intermedia: lugar donde se ubicaba el Museo Pedagógico y la Biblioteca, que comienza su funcionamiento en enero de 1889.
- Planta baja: en este espacio las alumnas del Internato realizaban su práctica en a Escuela de Aplicación para Señoritas, escuela modelo de la reforma vareliana.[2]

## Actualidad
En la actualidad, la Biblioteca Pedagógica depende del Consejo de Educación Inicial y Primaria, consta de un amplio capital bibliográfico de gran riqueza. Se especializa en Ciencias de la Educación y Literatura Infantil. Una de sus características más importantes es el asesoramiento personalizado al docente. Según su función específica la labor que desarrolla es esencialmente didáctica. Orienta al lector en la búsqueda de todo material que se interese, y es una guía para el estudiante, el maestro y el profesor.
A su vez la biblioteca se divide en diferentes secciones:
- Sala de Lectura “Guillermo Ritter”: además de poseer libros de Pedagogía, Psicología, Didáctica y todas las áreas de conocimiento, en el 2008 se creó Ciberbiblos, es un espacio para que los usuarios puedan consultar material de la base de datos de la institución y también la posibilidad de tener acceso a Internet.
- Sala de Arte y Literatura “Emilio Oribe”: sector que incluye ejemplares de Historia del Arte, Dibujo, Pintura, Artesanía, Arquitectura, Cerámica, Música, Danza, Cine, Artesanías, así como de Literatura y su historia, Poesía, Teatro, entre otros.
- Hemeroteca “Elbio Fernández”: hemeroteca proviene del griego, hemero = día, teca = caja, depósito. En esta sala se brindas publicaciones periodísticas. Posibilita al usuario ampliar su formación y también dotarse de instrumentos para crear sus propias opiniones.
- Sala “Alberto Goméz Ruano”: espacio dedicado a conferencias para maestros, en la actualidad se realizan cursos, actos culturales y presentaciones de trabajos para todo público.
- Sala de Investigación “Uruguay”: se encuentran obras de pedagogos uruguayos.[3]

La Biblioteca Pedagógica Central tiene una sección llamada Biblioteca Uruguaya para Discapacitados Visuales, es la segunda institución para ciegos fundada en el país. Se creó el 29 de diciembre de 1928 y atiende a discapacitados visuales de todo el país y del exterior que así lo requieran. A partir de 2010 cuenta con el primer museo para ciegos del Uruguay.

## Objetivos
El fin de la Biblioteca Pedagógica Central es colaborar con el mejoramiento de la calidad de la Educación, para ello recopila, preserva y difunde variados materiales bibliográficos, tiene diversos modos de acceder al material, ya sea en formato o papel y en otros soportes. La misión es la de posibilitar el acceso a la información y conocimiento de contenidos.
Cuenta con diferentes objetivos, algunos de estos son:
- Mejoramiento de la calidad de la Educación mediante organización y difusión del acervo bibliográfico y no bibliográfico en el área de la educación.
- Contribuir con la formación y el perfeccionamiento profesional de los docentes a través de un acercamiento a la información específica.
- Préstamo de material didáctico.
- Facilitar la integración y el aprendizaje de los niños y jóvenes ciegos y de baja visión a través de los distintos servicios que proporciona la Biblioteca.
- Estimular la curiosidad, la imaginación y la investigación propiciando la adquisición de nuevos conocimientos y el desarrollo del espíritu crítico.[4]